# ヤン・ブリューゲル (父)

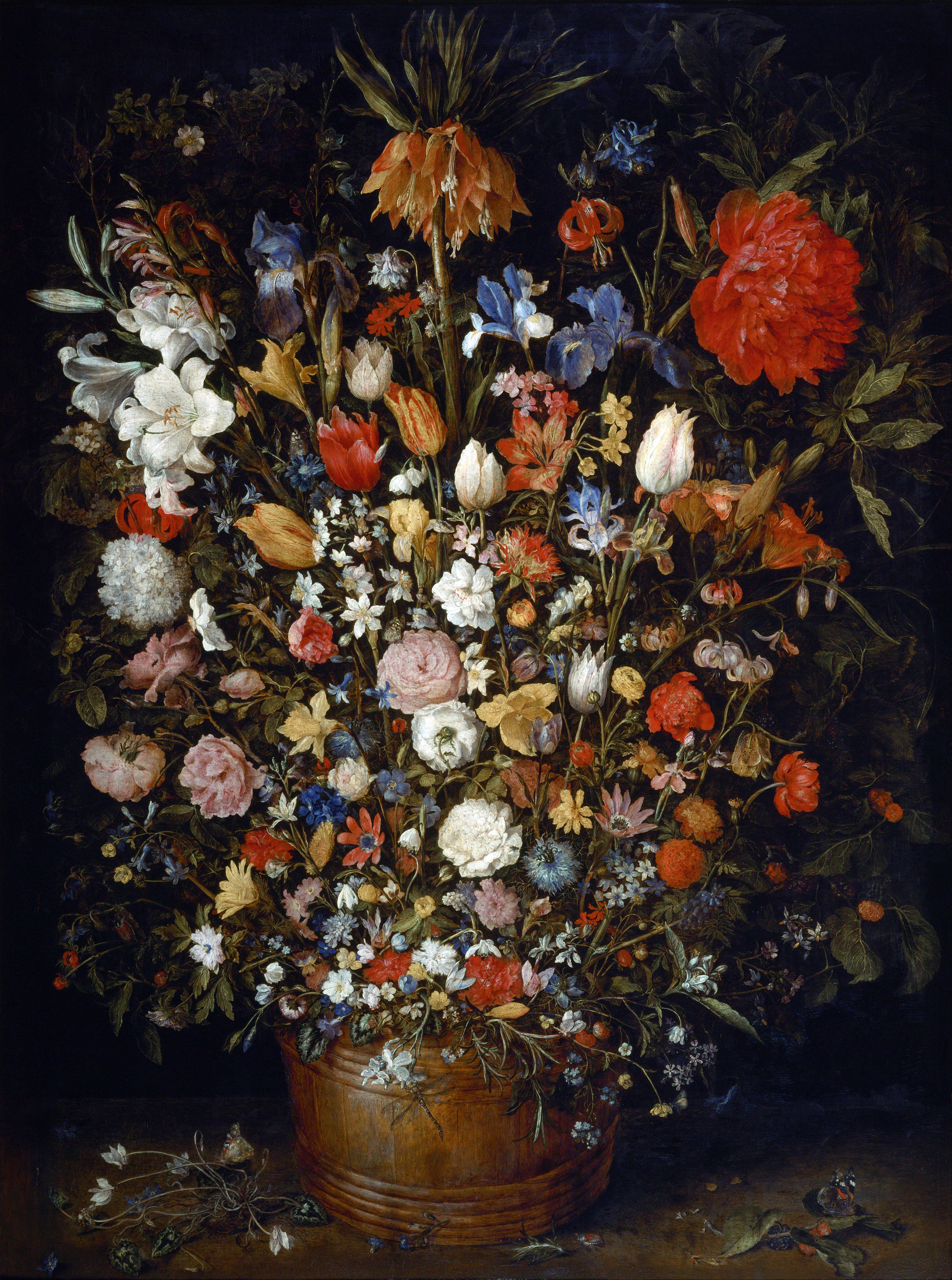
ヤン・ブリューゲル作、『花』(1606/7)

ヤン・ブリューゲル (父)（Jan Brueghel de Oude, 1568年 – 1625年1月13日）はブラバント公国 (現在のベルギー)の画家。

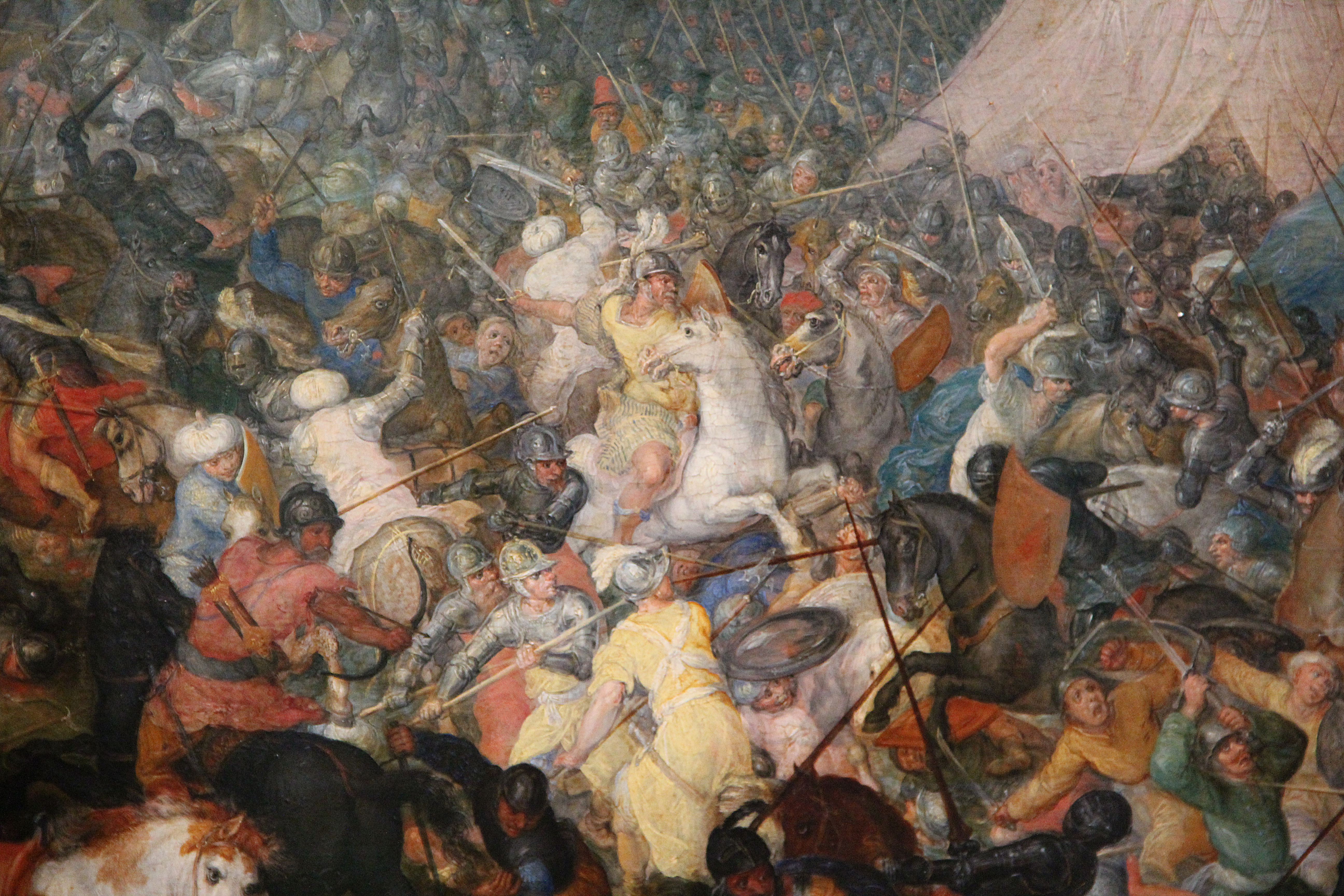
イッソスの戦い.

父親は画家のピーテル・ブリューゲルであり、兄弟のピーテル、息子のヤンとアンブロシウスも画家となった。「ビロードのブリューゲル」（ビロードを思わせる色調から）、「花のブリューゲル」（好んで取り上げた）等とも呼ばれる

## 生涯
父親はヤンが1歳の時に亡くなり、母親も1578年に亡くなったため、兄のピーテルと姉妹のマリアと共に、画家であった祖母 Mayken Verhulst（彼女の夫は同じく画家のピーテル・クック・ファン・アールスト）に引き取られる。画家であった祖母は二人の孫に絵画を教えたと思われる。一家は1578年以降にアントウェルペンに移住。ギリス・ファン・コーニンクスロー等の画家の下で学ぶ。1589年から7年間イタリアに滞在し、ミラノでは後に彼のパトロンとなるミラノ大司教フェデリコ・ポロメオのために働いた。1597年にアムステルダムに戻り、1601年には聖ルカ組合のメンバーとなる。1610年には南部ネーデルラント総督であったアルブレヒト・フォン・エスターライヒとイサベル・クララ・エウヘニアの宮廷画家に任命された。
ヤンは始め、花や果物といったものを描いていたが、後に風景画で評判を得るようになる。兄のピーテルと比べると、父親の模倣ではなく独自のスタイルを築いた。初期の作品は聖書から取った主題に、特に森を描いた風景画を組み合わせたものが多く、そのスタイルには森林画家のギリス・ファン・コーニンクスローの影響が見られる。後期になると、純粋な風景画や街の情景、静物画を描くようになっていった。
彼の作品は他の画家と共同制作が多く、そういった作品では背景を受け持った。特に友人でもあったピーテル・パウル・ルーベンスとの共同制作が知られている。
彼はアントウェルペンに工房を持ち、その地でコレラにより死去した。

## 主な作品
- 説教するキリストのいる港 Harbour Scene with Christ Preaching (1598、アルテ・ピナコテーク)
- スキピオの自制 Die Enthaltsamkeit des Scipio (1600、アルテ・ピナコテーク)
- 青い花瓶の中の花束 Blumenstrauβ in einer blauen Vase (1606、美術史美術館)
- 森のはずれ（エジプトへの逃避行） Edge of the Forest (The Flight into Egypt) (1610、エルミタージュ美術館)
- ノアの箱舟 Noah's Ark (1613、ブダペスト国立美術館)
- 籠と花瓶の花 Flowers in a Basket and a Vase (1615、ナショナル・ギャラリー、ロンドン)
- 花瓶の花 A vase of flowers (フィッツウィリアム美術館)

ピーテル・パウル・ルーベンスとの共同制作
- 人間の堕落のあるエデンの園 The garden of Eden with the fall of man (1615、マウリッツハイス美術館)
- 聖フベルトゥスの幻視  (1617、プラド美術館)
- 五感の寓意  (1617-1618、プラド美術館)
- 花輪の聖母子  (1617-1620、プラド美術館)
- Madonna in Floral Wreath (1620、アルテ・ピナコテーク)

## ギャラリー

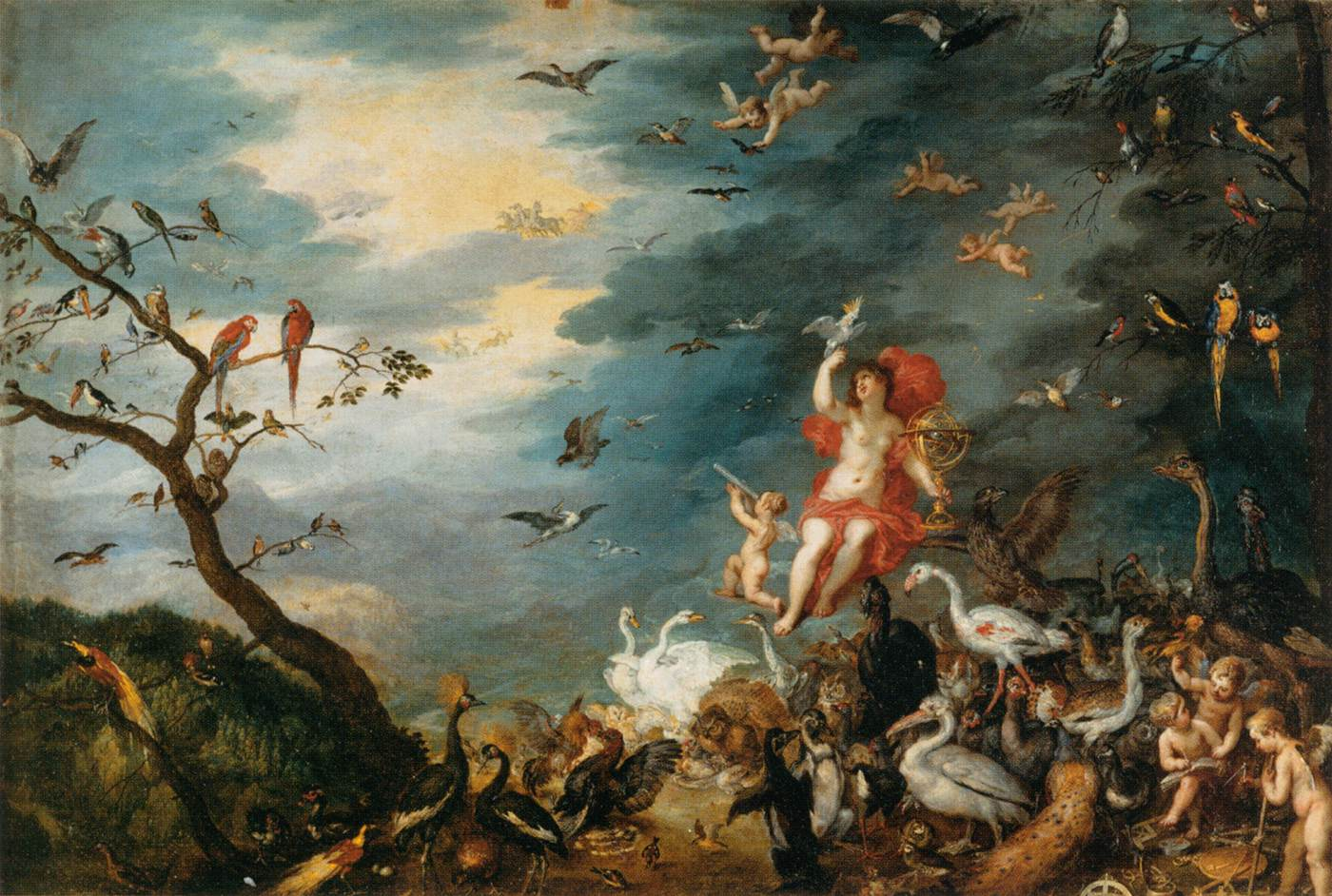
『空気のアレゴリー』1621年 ルーブル美術館所蔵
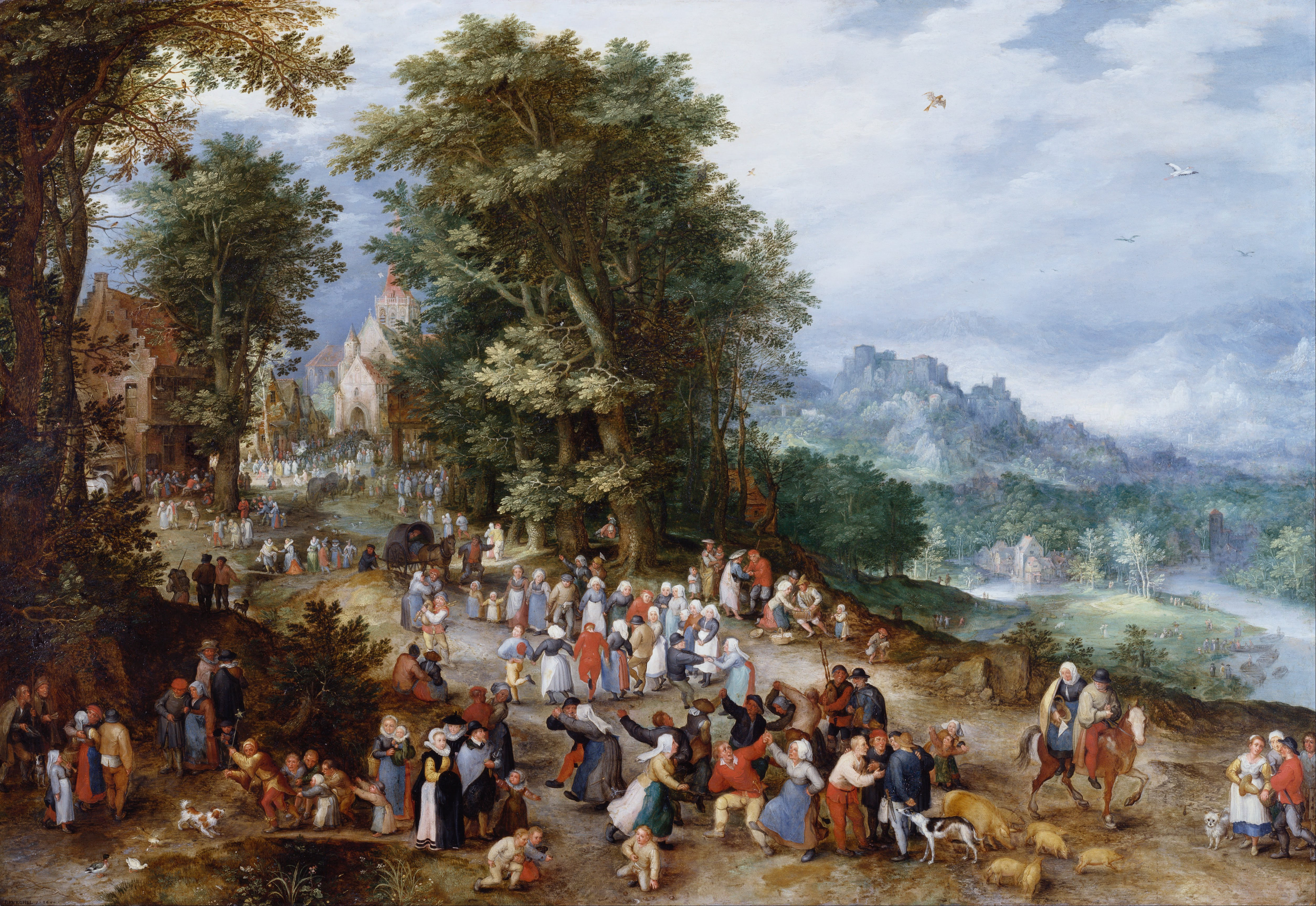
『フランドルの祭り』1600年 ロイヤル・コレクション所蔵
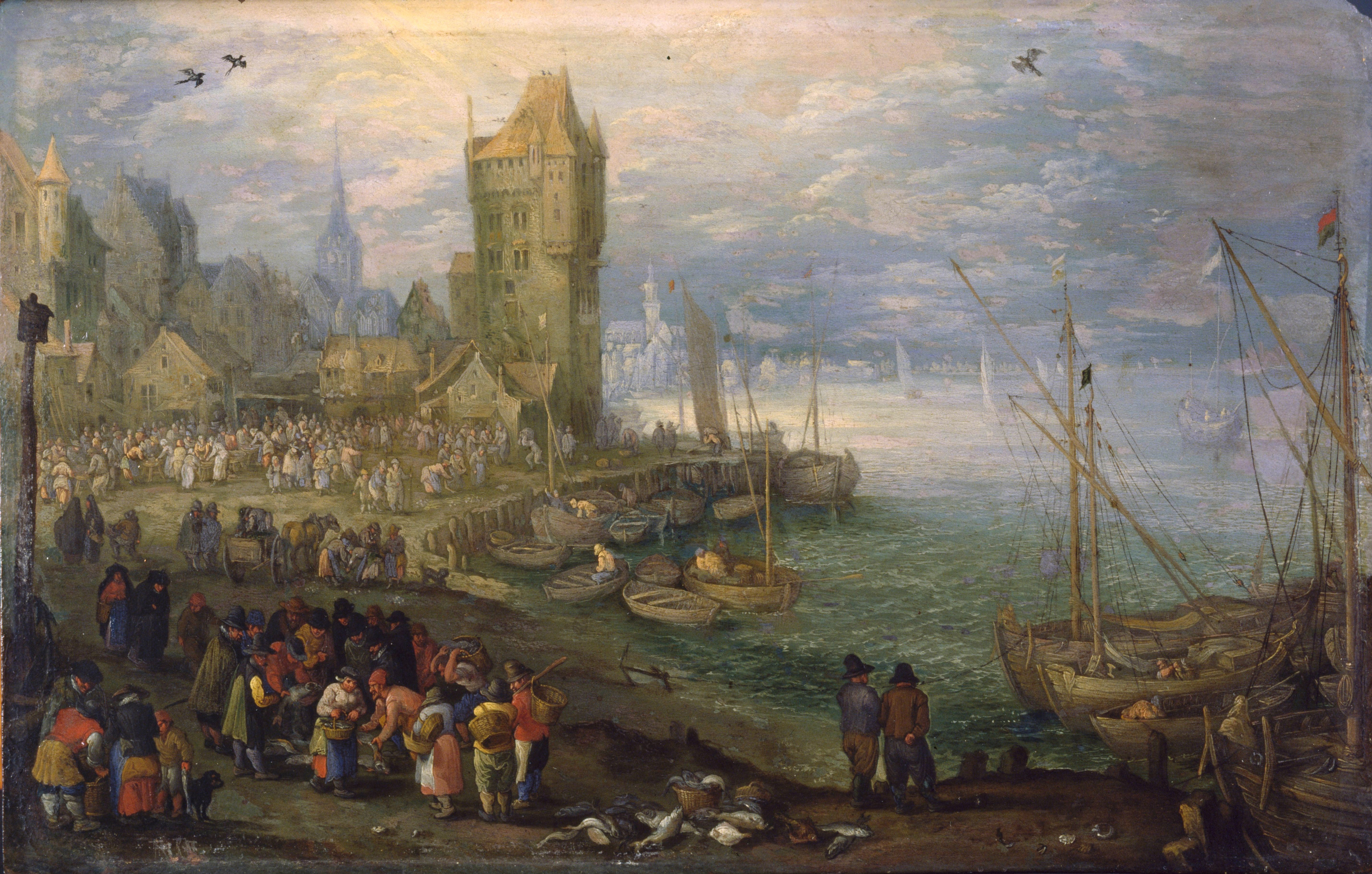
『港近くの魚市場』 1610年頃 国立シュヴェリーン美術館（英語版）所蔵

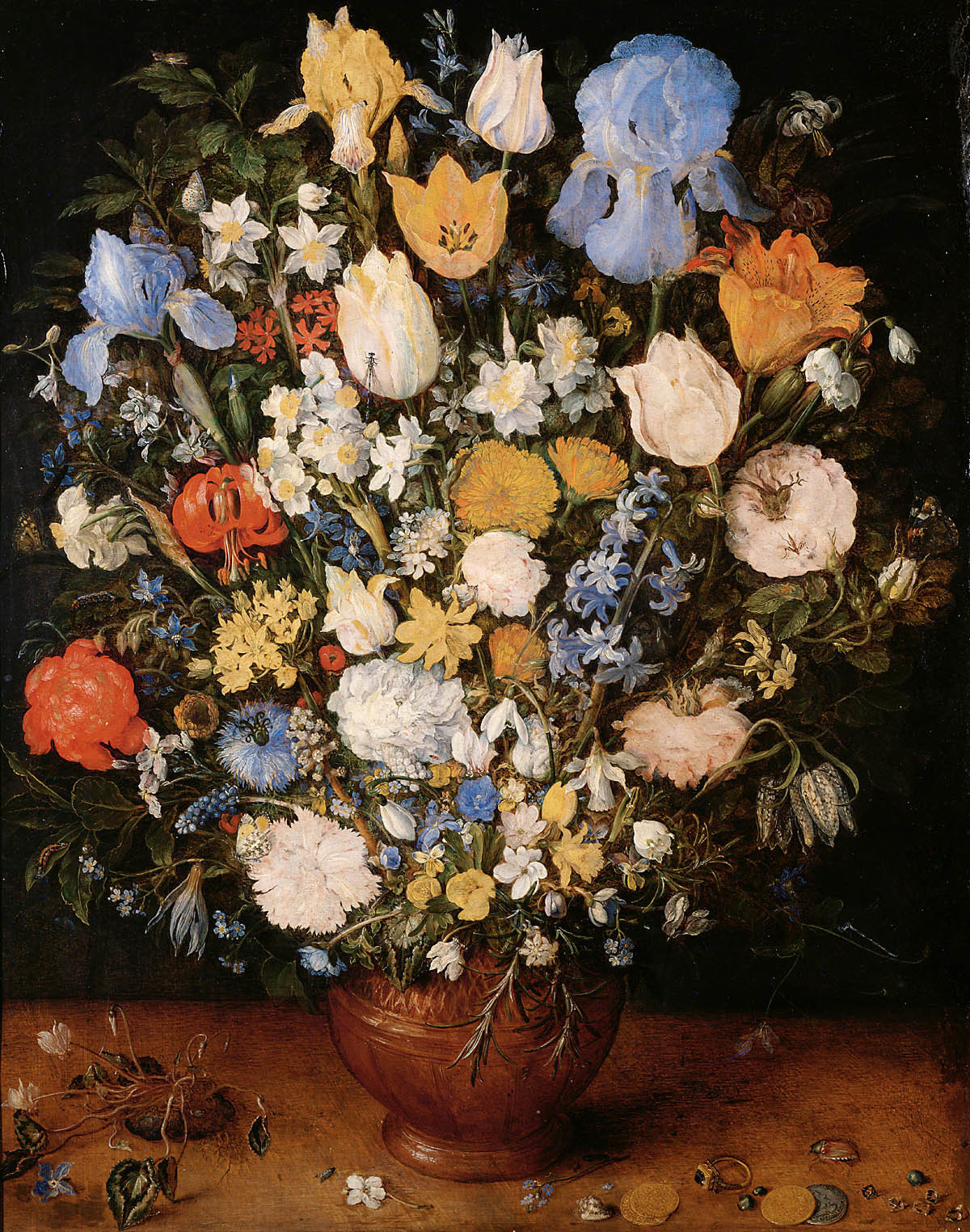
『小さな壺の花束』 1599年-1607年 美術史美術館所蔵
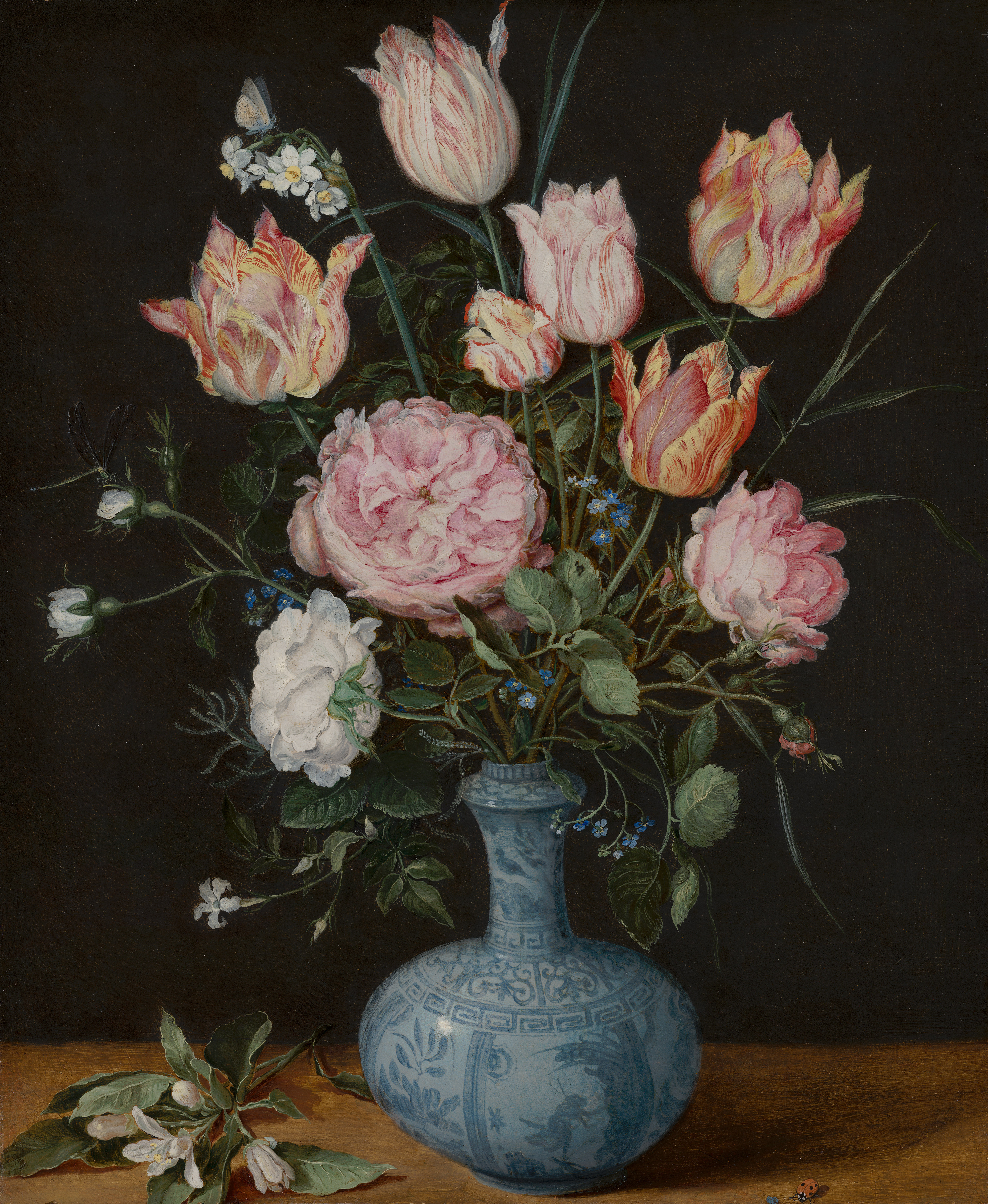
『万暦染付の花瓶に生けた花』1610年-1615年頃 マウリッツハイス美術館所蔵
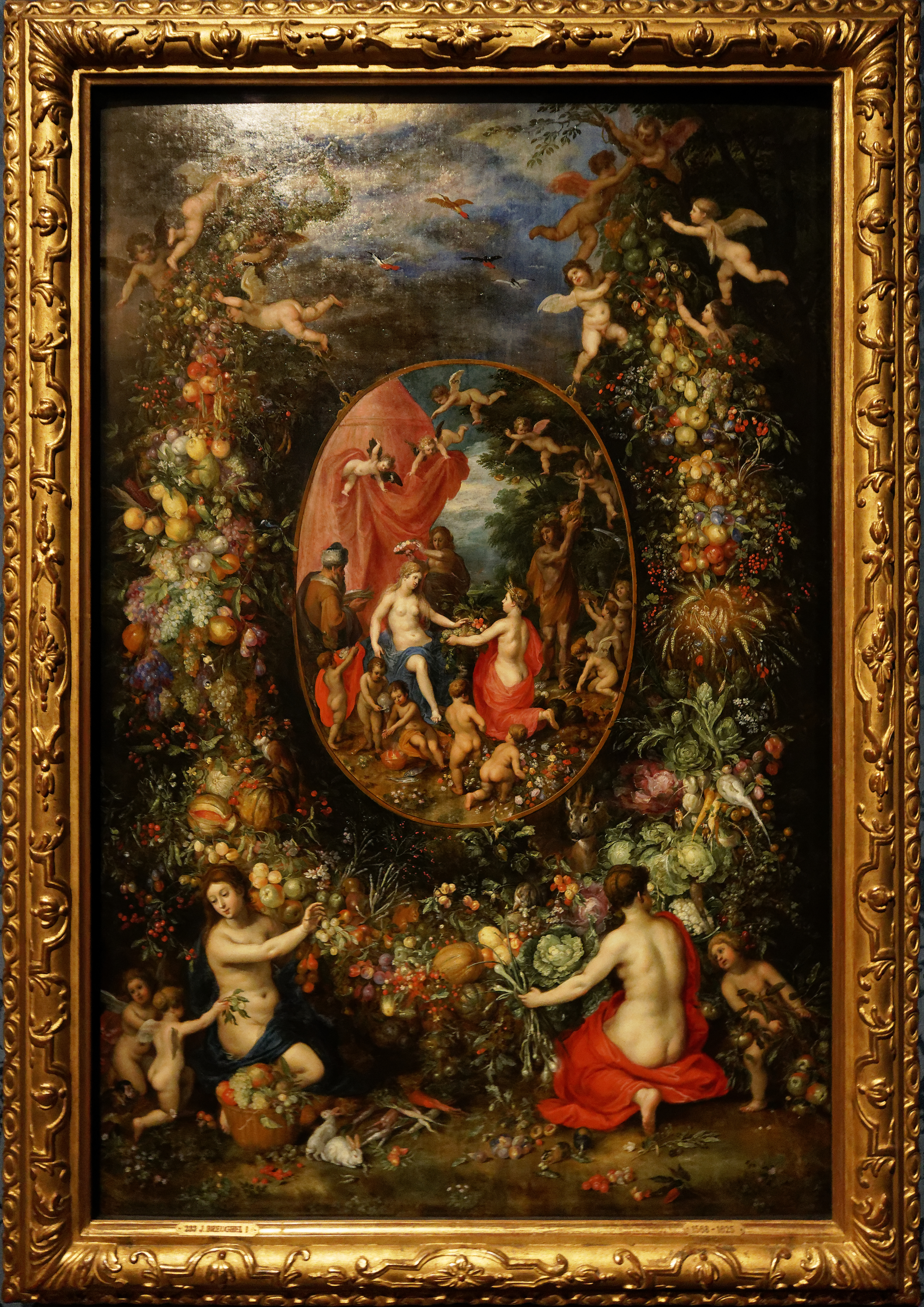
ヘンドリック・ファン・バーレンとの共作『キュベレを囲む果物の花輪』1620年-1622年頃 マウリッツハイス美術館所蔵
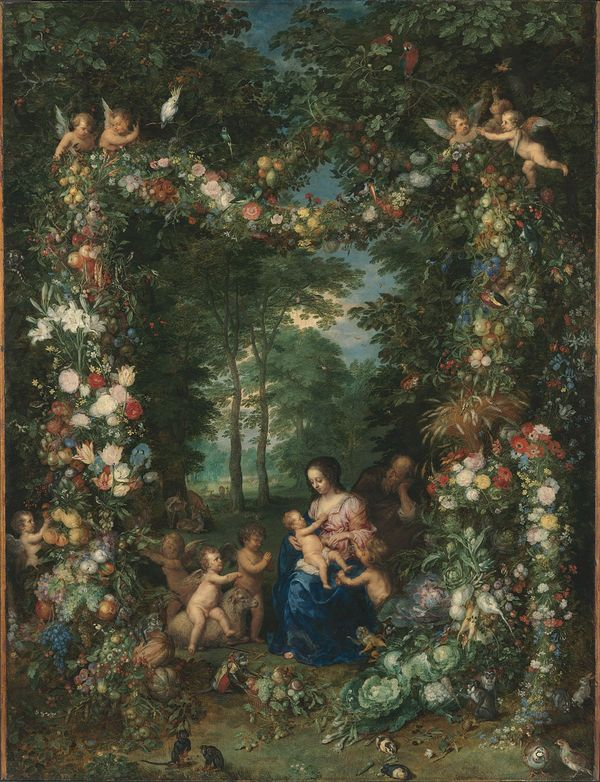
『花と果実をともなう聖家族』1620年と1623年の間 アルテ・ピナコテーク所蔵